# Vladimir Jurzinov
Vladimir Jurzinov (rusky Влади́мир Влади́мирович Юрзи́но́в; * 20. ledna 1940) je ruský hokejový trenér. Dříve byl asistentem Viktora Tichonova.

## Klubový hokej
Během aktivní kariéry hrál za Dynamo Moskva.